# تپه قبر گبری
تپه قبر گبری مربوط به دوره اشکانیان - دوره ساسانیان - سده‌های ۶ ه.ق است و در شهرستان سر پل ذهاب بخش مرکزی، دهستان قلعه شاهین، ۱۰۰ متری شمال غرب روستای مشکنار واقع شده و این اثر در تاریخ ۲۷ اسفند ۱۳۸۷ با شمارهٔ ثبت ۲۶۲۸۸ به‌عنوان یکی از آثار ملی ایران به ثبت رسیده است.